# 五島市立川原小学校
五島市立川原小学校（ごとうしりつ かわらしょうがっこう）は、長崎県五島市岐宿町川原にあった公立小学校。略称「川小」。

## 概要
歴史
1877年（明治10年）創立。2012年（平成24年）に創立135周年を迎えた。
学校教育目標
「たくましい体と豊かな心を持ち、進んで学ぶタフな子どもの育成」
校章
左右の稲穂の根元をリボンで結んだものを背景にして、中央に校名の「川小」の文字（縦書き）を置いている。
校歌
作詞は横尾撰一、作曲は中澤豊による。歌詞は3番まであり、各番に校名の「川原校」が登場する。
校区
住所表記で五島市岐宿町の後に「川原、楠原（西）」が続く地区。
中学校区は五島市立岐宿中学校。

## 沿革
- 1877年（明治10年）10月5日 - 岐宿村川原郷字渕ノ元に「第五大学区 第五中学区[2]川原小学校」が開校。
- 1878年（明治11年）- 郡制の実施により、松浦郡が4分割され、五島列島部分（宇久・小値賀を除く）は南松浦郡に属することとなる。
  - 12月24日 - 学区改正により、「岐宿部 川原小学校」に改称[3]。
- 1880年（明治13年）- 教育令の施行により「岐宿学区 公立下等川原小学校」に改称。
- 1882年（明治15年）- 中等科を設置し「岐宿学区 公立中等川原小学校」に改称。
- 1886年（明治19年）9月 - 小学校令の施行により、「尋常川原小学校」に改称（尋常科4年）。
- 1889年（明治22年）4月1日 - 町村制の施行により、岐宿村立の小学校となる。
- 1893年（明治26年）4月 - 「川原尋常小学校」に改称。
- 1905年（明治38年）4月 - 楠原尋常小学校を統合。新校舎が完成。
- 1908年（明治41年）4月 - 小学校令の改正により、義務教育年限（尋常科の修業年限）が4年から6年に延長される。尋常科5年を新設。
- 1909年（明治42年）4月 - 尋常科6年を新設。
- 1913年（大正2年）- 川原実業補習学校を併設。
- 1919年（大正8年）4月1日 - 高等科を併置し「川原尋常高等小学校」に改称（尋常科6年・高等科2年）。
- 1935年（昭和10年）- 青年学校令により、併設の川原実業補習学校が「岐宿青年学校」となる。
- 1937年（昭和12年）- 岐宿村内の青年学校が統合され、岐宿青年学校として楠原に移転。小学校との併設を解消。
- 1941年（昭和16年）
  - 4月1日 - 国民学校令の施行により、「岐宿第二国民学校[4]」に改称。尋常科を初等科に改める（初等科6年・高等科2年）。
  - 4月3日 - 岐宿町の発足により、岐宿町立の学校となる。
- 1947年（昭和22年）4月1日 - 学制改革（六・三制の実施）が行われる。
  - 国民学校の初等科が改組され、「岐宿町立川原小学校」となる。
  - 国民学校の高等科と青年学校の普通科が改組され、新制中学校「岐宿町立川原中学校[5]」が発足。当初小学校に併設される。
- 1954年（昭和29年）- 運動場を拡張。
- 1956年（昭和31年）- へき地集会室が完成。
- 1959年（昭和34年）4月1日 - 校区の改定により、東楠原地区一部の児童が岐宿小学校に転出。
- 1962年（昭和37年）- 岐宿町川原郷字松原2370番地（現在地）に鉄筋コンクリート造校舎（第一期工事）が完成。
- 1963年（昭和38年）- 鉄筋コンクリート造校舎（第二期工事）が完成。中学校との併設を解消。
- 1965年（昭和40年）- 鉄筋コンクリート造校舎（第三期工事）が完成。
- 1972年（昭和47年）- 体育館が完成。
- 1975年（昭和50年）4月1日 - 校区の改定により、東楠原地区すべての児童が岐宿小学校に転出。
- 1977年（昭和52年）- 創立100周年記念式典を挙行。
- 1986年（昭和61年）- 体育館を増築。
- 1987年（昭和62年）- 完全給食を開始。
- 1989年（平成元年）- プールが完成。
- 1999年（平成11年）- パソコンを設置。
- 2004年（平成16年）8月1日 - 市町村合併で五島市が発足したことにより、「五島市立川原小学校」（現校名）へ改称。
- 2017年（平成29年）
  - 2月19日 - 閉校記念式典を挙行。
  - 4月1日 - 岐宿地区の小学校3校（岐宿・川原・山内）が統合された。校地と校舎は楠原に新設される[6]。

## 交通アクセス
最寄りのバス停
- 五島自動車（五島バス）「川原小学校前」バス停

最寄りの道路
- 国道384号

## 周辺
- 長崎県立五島南高等学校
- 岐宿川原郵便局

## 参考資料
- 「岐宿町郷土誌」（2001年（平成13年）3月31日, 岐宿町）p. 589 -